# Sent Andriu (Avairon)
Sent Andriu de Najac (en francès Saint-André-de-Najac) és un municipi francès situat al departament de l'Avairon i a la regió d'Occitània. Limita amb els municipis de Najac, La Fouillade, Bor-et-Bar, Montirat, Saint-Christophe, Saint-Martin-Laguépie i Laguépie.

## Demografia
| 1962                                       | 1968 | 1975 | 1982 | 1990 | 1999 | 2006 |
| ------------------------------------------ | ---- | ---- | ---- | ---- | ---- | ---- |
| 475                                        | 550  | 540  | 509  | 426  | 373  | 408  |
| Des de 1962: població sense dobles comptes |      |      |      |      |      |      |

## Administració
| Període | Identitat   | Partit |
| ------- | ----------- | ------ |
| 1989-   | André Dalet |        |

## Esdeveniments
- Justin Besson, escriptor i poeta en occità, capellà de Sent Andriu de Najac de 1886 a 1906, hi va organitzar del 7 al 14 de setembre de 1902 una trobada poètica amb els escriptors occitans Prosper Estieu, Antonin Perbosc i Arsèni Vermenosa.